# サテライト大阪
サテライト大阪（サテライトおおさか）は、大阪府大阪市中央区日本橋にある会員制競輪場外車券売場である。管理施行者は岸和田競輪場の施行者である岸和田市。2007年3月14日にオープンした。
本項では、併設されている会員制オートレース場外車券売場のオートレース大阪（オートレースおおさか）についても記述する。

## 一部会員制場外
利用できるのは基本的に会員のみとなっており、入会手続きを経て取得した会員証を提示しなければ入館できないことになっている。2階フロア以上へ行く際にはエレベータやエスカレーター前で、会員証を警備員などに提示することになっている。
入会手続きは、所定の申し込み用紙に必要事項を記入・捺印し、身分証明書（コピー可）を添えた上で、入会金1000円、年会費（5年分一括）2000円を支払うことになっている。手続きが完了すると、仮会員証を渡され、この仮会員証で申し込み当日から利用できる。なお、正式な会員証は後日、サテライト大阪で受け取ることになっている。
会員証はキャッシュレス投票カードにもなっており、1階フロアにあるポイントカウンターにかざせば入場するだけで20ポイントが加算され、キャッシュレスカード投票やチャージでもポイントが貯まる。また、ポイントはキャッシュレス投票カードの電子マネーや景品と交換可能となっている。なお、会員証は岸和田競輪場やサテライト阪神でもキャッシュレスカード投票が可能となっている。
2011年よりラ・ピスタ新橋の会員証所持者は無料で入場できるようになった（逆に、サテライト大阪の会員は、ラ・ピスタ新橋にも相互無料入場ができるようになっている。しかし、同様の会員制場外・サテライト横浜との会員証の互換がないため、同会場での会員証では入場ができない）。
2015年12月5日より施設内に「オートレース大阪」が設置され、川口オートレース場を中心としたオートレースの車券も購入できるようになった。オートレースの車券は、一般フロアーの4階と有料席フロアーの6階で発売する。
2016年4月29日より、1階フロアは「体験フロア」として非会員でも利用できるようになった。なお、オートレースの発売窓口（自動発払機を設置）は会員専用フロアである4階と6階のみのため非会員は基本的に利用できないが、受付で身分証明書を提示することで非会員でも一度だけ4階フロアのみ入館が可能となっており、車券の購入も可能となっている。

## 発売スケジュール
岸和田競輪場で開催される全ての競走と、他場でのGIII以上のグレードレースは全て発売する。ナイター場外も頻繁に行っており、また2018年2月22日からミッドナイト競輪の前売り発売も開始され、最大で1日6場、年間約360日営業を行う。オープンは10時00分である。

## 施設について
会員が利用できるフロアは1 - 6階であるが、このうち1階のみ非会員でも利用が可能。6階は有料席フロアとなっており、別途1階にある有料席発売所で有料席券を購入しなければ利用できない。
- 1 - 5階 - 一般フロア。2 - 5階には椅子席も用意されている。ただし、5階については利用者が少ない（ナイター時の発売の時間帯が多い）場合には閉鎖されることがある。
  - 4階ではオートレースの車券の購入と、当施設で購入した車券の払い戻しも可能。
- 6階 - 有料席フロア。備え付けのソフトドリンクが飲み放題になるほか、専門紙が1場分のみ無料。また、オートレースの車券の購入と、当施設で購入した車券の払い戻しも可能。
  - シングルシート - 72席。2000円。ただしナイター発売日についてのみ、16時50分までに退場する場合は1階の有料席発売所において有料席券を返却すれば、500円のキャッシュバックあり。また、ナイター発売時のみの入場の場合は16時以降に入場すれば1000円となる。
  - ダブルシート - 4ブロック。5000円。ナイター発売時のみの入場の場合は16時以降に入場すれば3000円。
  - ロイヤルシート - 3部屋。10000円。ナイター発売時のみの入場の場合は16時以降に入場すれば5000円。

ちなみに、有料席はポイントシステムに有利に働くことからすぐに満席になるケースが多い。

## 施設設置者（所有者）
施設設置者（所有者）は、サテライト大阪株式会社である。
2007年（平成19年）の開設時は大和システムが施設を所有していたが、その後に同社の破産により施設設置者が変更となった。
サテライト大阪株式会社前身の有限会社サンダーバードは、2016年（平成28年）3月に所在地を八尾市からサテライト大阪の住所に変更し、2017年（平成29年）3月にサテライト大阪株式会社へ商号変更した。また、2018年（平成30年）3月に池田グループ（大阪市）がサテライト大阪株式会社の株式を取得している。

## アクセス
- Osaka Metro日本橋駅・近鉄近鉄日本橋駅6番出入口より徒歩約3分。

## 近辺施設
- ウインズ道頓堀
- DASH心斎橋